# Плоская башня (Псков)
Плоская башня — северная башня Псковского Кремля. Объект культурного наследия федерального значения. Расположена в месте впадения реки Псковы в реку Великую. Образует ансамбль с находящейся на другом берегу Псковы башней Высокой. С 2021 года открыта для посещения.

## Описание
Плоская башня завершает участок крепостной стены, спускающийся от угловой башни Кутекромы к устью Псковы. Название получила благодаря приземистой форме.
Башня круглая в плане, диаметром 14 м и высотой 22 м. Имеет четыре яруса: в первом 5 боёв и вход в башню; во втором 4 боя и вход на примыкающее к башне прясло стены; четвёртый ярус имеет 8 амбразур и бойницы навесного боя. Башню венчает шестигранный конический шатёр высотой 9 м. Фундамент выполнен из бутового камня, стены — из блоков известняковой плиты. В целом первоначальная структура Плоской башни не сохранилась; её нынешний облик сложился в ходе последовательных реставраций.

## История

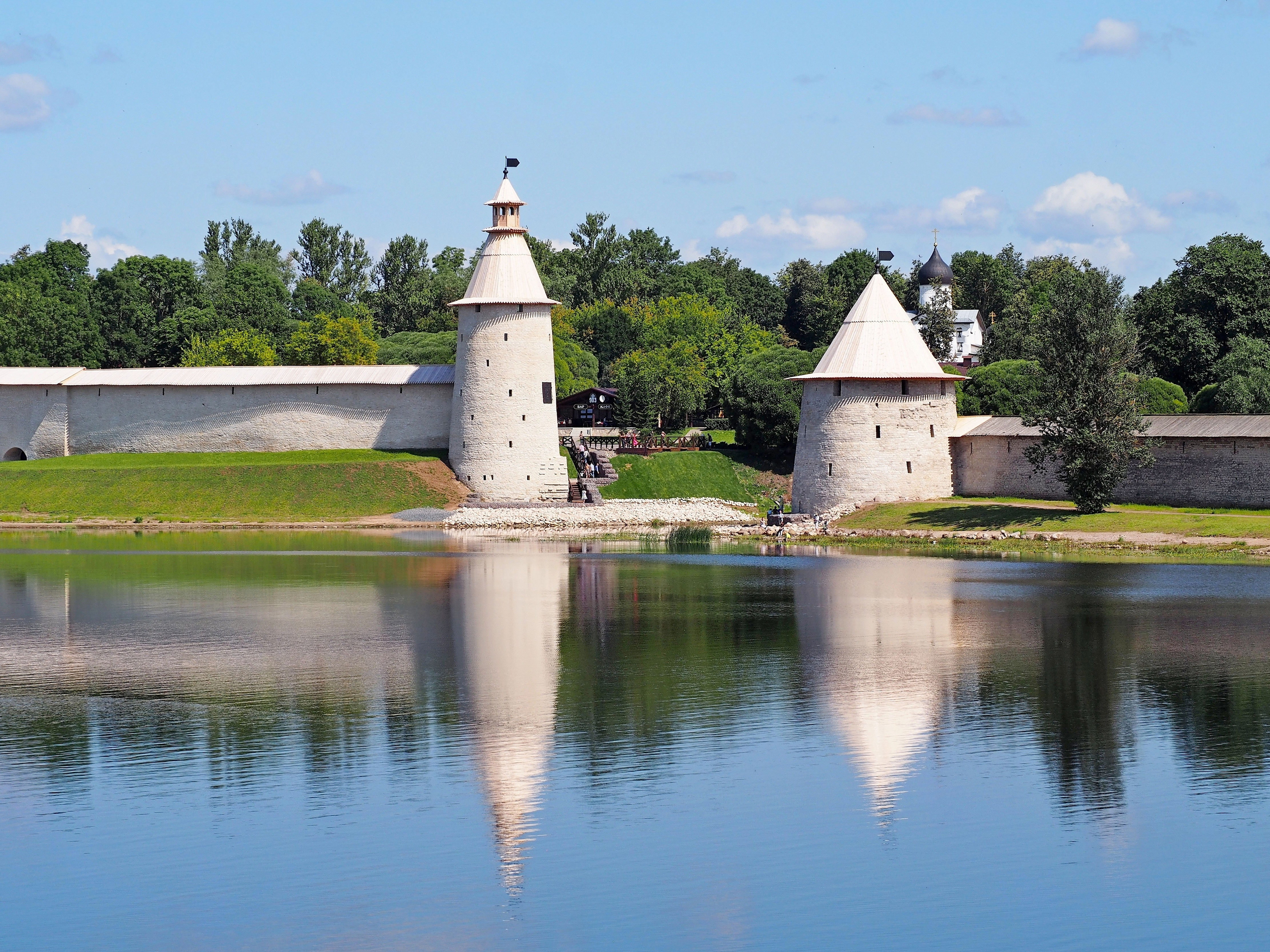
Башни Плоская и Высокая. Вид со стороны р. Великой

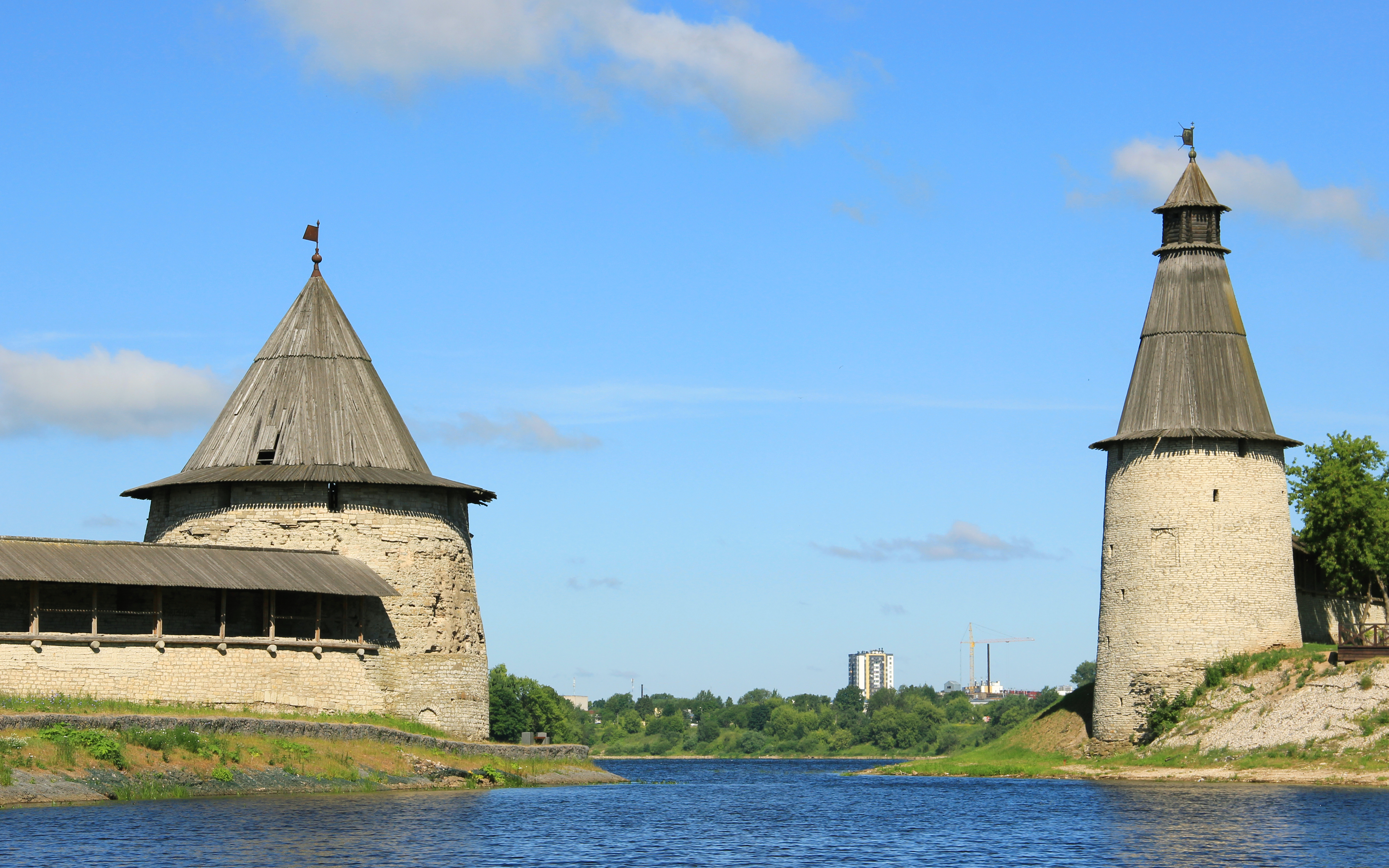
Башни Плоская и Высокая. Вид со стороны р. Псковы

Плоская башня построена в 1500 году, одновременно с Высокой, расположенной на противоположном берегу Псковы и завершившей стены Окольного города со стороны Запсковья. Возведение этих башен позволило создать почти сплошную линию обороны, затруднявшую проникновение неприятеля в город через устье Псковы. Позднее, в 1537—1538 годах, эта линия получила дополнительное укрепление: между башнями была установлена деревянная стена с двумя арками, которые закрывались опускающимися в воду решётками. Эти решётки получили название Нижних, поскольку выше по течению Псковы, у подножия Гремячей горы, уже существовали другие, Верхние, — изначально деревянные, затем каменные. В 1631 году Нижние решётки также были перестроены в камне.
Плоская башня неоднократно упоминается в различных документах XVII века. Так, в сметной описи 1624—1627 годов она упомянута как «островерхая», то есть с шатровым покрытием. Из описи 1644 года и Сметной книги 1699 года известно, что в то время башня насчитывала 21 бой: 7 бойниц в верхнем ярусе, 9 в среднем и 5 в подошвенном. Известно также, что в 1690-х годах башня дважды ремонтировалась.
После Северной войны Псковская крепость постепенно утратила своё значение и башни, включая Плоскую, начали разрушаться. На имеющихся чертежах 1740 года видны трещины в стенах башни, кроме того, у неё отсутствует шатёр. На чертежах 1866 года башня показана полуразрушенной; Нижние решётки к этому времени были почти утрачены.

## Современность

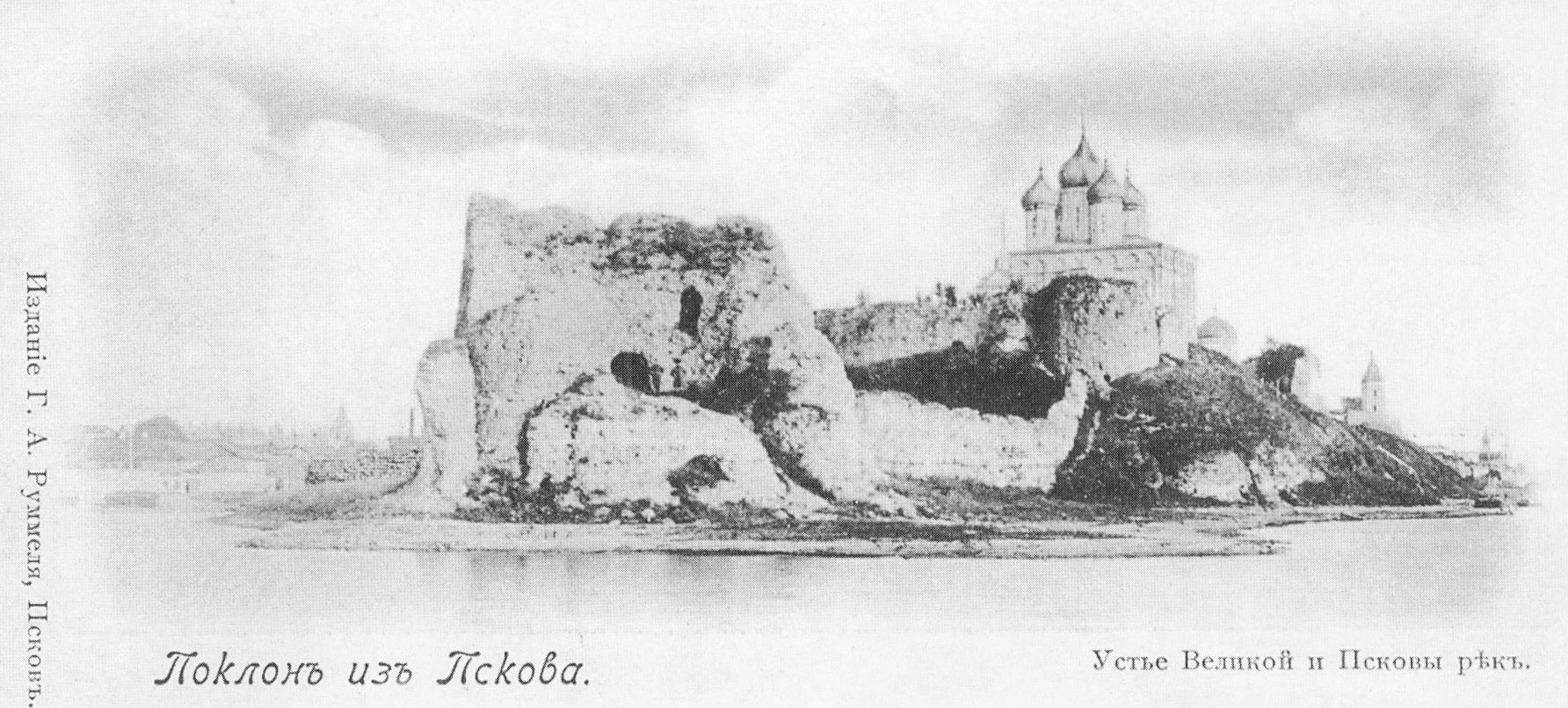
Плоская башня на дореволюционной открытке

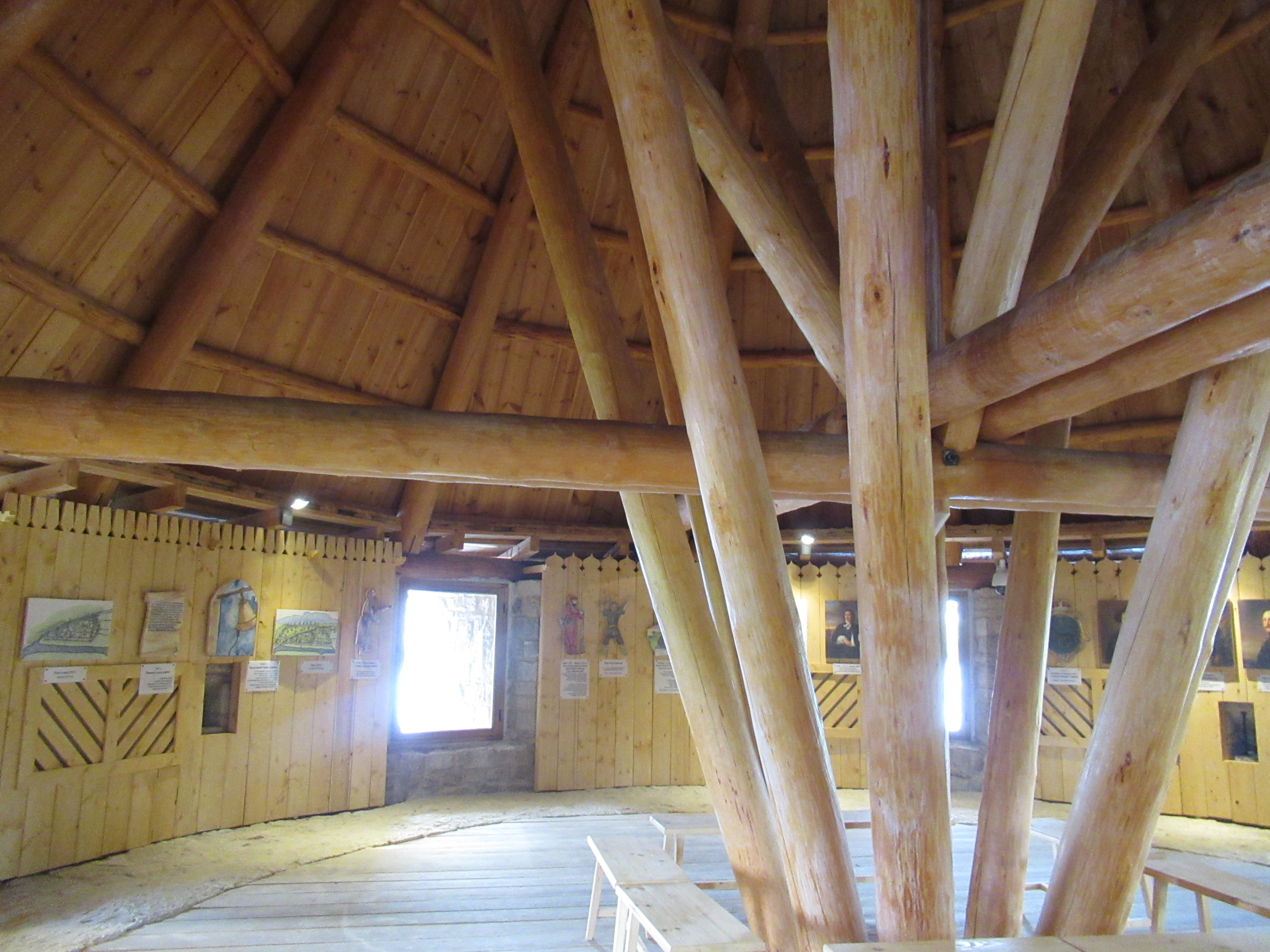
Экспозиция внутри Плоской башни

К началу XX века Плоская башня пребывала в руинах — от первоначального объёма сохранилась лишь треть. В 1952 году Совет Министров РСФСР принял постановление о реставрации Псковского кремля, и к 1955 году был разработан проект восстановления Плоской башни. К 1960 году реставрация, которой руководил архитектор А. И. Хамцов, полностью завершилась, однако вход в башню был замурован.
В 2017—2020 годах была проведена повторная реставрация башни. 8 июня 2021 года она открылась для посетителей. В Плоской башне разместилась экспозиция, посвящённая истории реставрации крепостных стен и других памятников Пскова; планируется создание Музея реставрации Псковского кремля.